# Kloster Scharnitz
Koordinaten: 47° 28′ 49,6″ N, 11° 14′ 22,5″ O

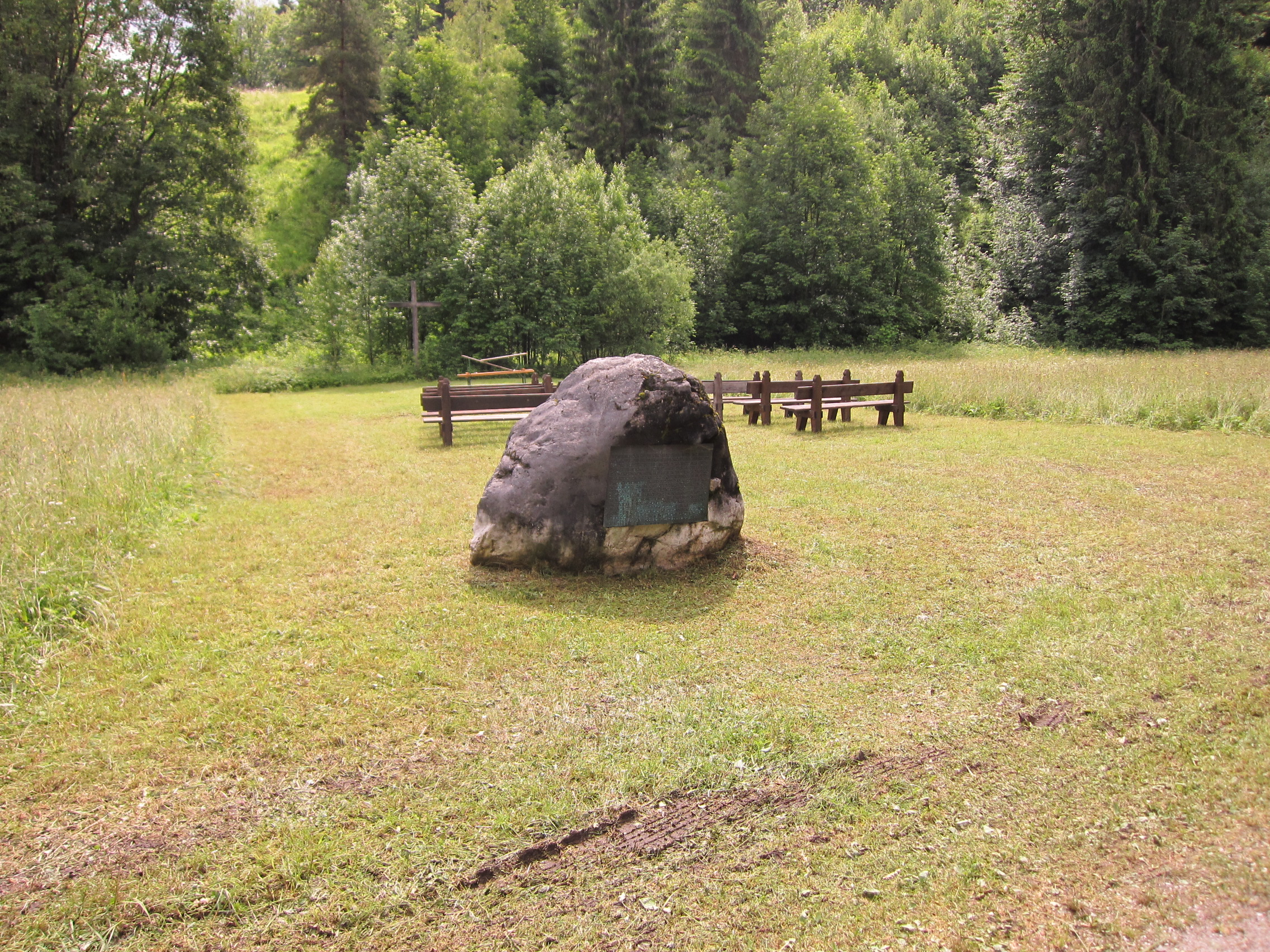
Stelle des ehemaligen Klosters Scharnitz in Klais

Das Kloster Scharnitz ist ein ehemaliges Kloster der Benediktiner in Klais in Bayern in der Diözese Freising.

## Geschichte
Das St. Peter und Paul geweihte Kloster wurde vor 763 durch Reginperht und Irminfried, Mitglieder der einheimischen Adelsfamilie der Huosi, gegründet. Die zentrale Person der Reginperht-Familie ist der vir nobilis Poapo, der auch der Namensgeber des Adelsgaus pagus Poapinta bei Innsbruck ist, der teilweise an das Kloster Scharnitz bzw. später an das Kloster Schlehdorf kam.
Die Leitung des Klosters wurde Archipresbyter Arbeo übertragen, der im Jahr darauf zum Bischof von Freising ernannt wurde. Sein Nachfolger als Abt wurde Atto, unter dem nach einem Großbrand das Kloster zwischen 769 und 772 – möglicherweise auf Rat des Bischofs Arbeo – nach Kloster Schlehdorf am Kochelsee übersiedelte.
1972 wurden bei Ausgrabungen Reste des Klosters der Benediktiner zu Tage gefördert, was Experten als „bemerkenswert“ bezeichneten.